# Heavy Heavy Low Low
Heavy Heavy Low Low es una banda de Mathcore con influencias del Grindcore del área de San José en California

## Historia
Sus componentes tenían una media de edad de 19 años, a principios de 2004. En su formación inicial estaban integrados los hermanos Christopher Fritter (batería) y Andrew Fritter (bajo), junto a Danny Rankin (guitarra, voz), Ryan Madden (guitarra) y Robbie Smith (voz). Inicialmente se definen como screamo hasta que encontraron un sonido propio.

Nos costó cerca de un año encontrar lo que consideramos como nuestro verdadero sonido. Escribimos una canción llamada Inhalant abuse que unía todas las ideas que habíamos estado teniendo, así dimos el paso.

Es este tiempo el grupo ha participado en tres giras nacionales con bandas como The Fall Of Troy, The Number 12 Looks Like You, Ed Gein, The Warriors, Protest The Hero y The Blackout Pact.
Es una de las primeras bandas del recién creado sello New Weathermen Records (parte de Ferret Music). Nick Storch, CEO del sello y promotor de conciertos de bandas como Atreyu, Coheed And Cambria, Unearth y As I Lay Dying, conoció a la banda gracias a Thomas Erak de The Fall Of Troy.

Thomas pensó que me gustaría la banda y cuando oí su demo que
noqueado. Deseaba que alguien les contratara así que trabaje en ello y empecé mi propio sello.

La banda ha estado grabando su disco de debut en Seattle con Casey Bates
(Figure Four, Gatsby's American Dream) y Tom Pfaeffle.

## Sonido
Según ha explicado su batería Christopher, 

No tenemos preparación musical, sólo intentamos hacer las canciones lo más raras posible.

Su sonido 

crea un denso collage de muchos niveles de ruido mezclado con la velocidad del hardcore-punk, los tonos bajos del death metal, los juegos disonantes y liberados del rock indie y los arreglos que o bien golpean o se disuelven en ondas caóticas.

## Componentes

### Actuales
- Robbie Smith - Cantante
- Danny Rankin - Guitarra/Vocalista
- Chris Fritter - Batería
- Andrew Fritter - Bajo
- Ryan Madden - Guitarra

### Anteriores
- Matthew Caudle

## Discografía
| Año  | Título                                    | Formato | Sello                   | Notas |
| ---- | ----------------------------------------- | ------- | ----------------------- | ----- |
| 2004 | ...Fuck It?!                              | EP      |                         |       |
| 2005 | Kids Kids Kids                            | EP      |                         |       |
| 2006 | Everything's Watched, Everyone's Watching | LP      | New Weather Men Records |       |
| 2008 | Turtle Nipple And The Toxic Shock         | LP      |                         |       |